# Костянтин Діоген (співімператор)
Костянтин Діоген (грец. Κωνσταντίνος Διογένης, д/н — 1073) — політичний та військовий діяч Візантійської імперії.

## Життєпис
Походив зі знатного роду Діогенів. Старший син імператора Романа IV. Його матір'ю була Алусіан, донька Івана Владислава, царя Болгарії. Мешкав разом з батьком, який був дукою Сірмія. Його батько уклав союз з Іоанном Комніном, дружина якого Ана Далассена шукала союзників проти династії Дук.
Зі сходженням батька на трон у 1067 році Костянтин став найближчим помічником в усіх справах. Ймовірно отримав титул себаста, але це не доведено. У 1068—1071 роках під орудою батька брав участь у походах проти сельджуків. 1070 або 1071 року стає співімператором. Був учасником битві при Манцикерті 1071 року, де разом з Романом IV потрапив у полон.
Після звільнення 1072 року допомагав батькові у спробі повернутися на імператорський трон, але марно. Втім, продовжив боротьбу проти імператора Михайла VII. Костянтин одружився з донькою Комніна і Далассени, які залишалися в опозиції до Дук. Загинув Костянтин Діоген наприкінці 1073 року при спробі захопити Антіохію.

## Родина
Дружина — Феодора, донька Іоанна Комніна.
Діти:
- Анна (1073—1145), дружина Уроша I, великого жупана Сербії